# Himalchuli
Himalchuli è la seconda montagna più alta del Mansiri Himal, nell'Himalaya nepalese. Si trova a sud del Manaslu, uno degli ottomila. L'Himalchuli ha tre picchi principali: Est (7893 m), Ovest (7540 m) e del Nord (7371 m). È spesso scritto con due parole, "Himal Chuli".
L'Himalchuli è la 18ª montagna più alta del mondo.

## Storia
Visite esplorative sono state effettuate nel 1950 e nel 1954, e un primo tentativo di salita fallì nel 1955. Ulteriori tentativi di ricognizione seguirono nel 1958 e 1959.
La prima salita è stata effettuata nel 1960 dai giapponesi Hisashi Tanabe e Masahiro Harada.
Il picco Ovest è stato scalato la prima volta nel 1978 da due membri di una spedizione giapponese. Il picco Nord è scalato nel 1985 da una spedizione coreana.